# Ulderico Carpegna
Ulderico Carpegna (Scavolino, 24 giugno 1595 – Roma, 24 gennaio 1679) è stato un cardinale e vescovo cattolico italiano.

## Biografia
Nacque da una nobile famiglia romana, figlio di Vittoria Landriani e del conte Tommaso Carpegna e fratello di Pietro Carpegna, vescovo di Gubbio. Era anche imparentato con il cardinale Gaspare Carpegna, che però apparteneva ad un altro ramo della famiglia. Conseguì la laurea in utroque iure. Ordinato sacerdote, durante il pontificato di papa Gregorio XV fu abate di Santa Maria di Mutino e membro della Corte del cardinale Antonio Barberini.
Il 23 settembre 1630 fu nominato vescovo di Gubbio e fu consacrato il 7 ottobre dello stesso anno dal cardinale Luigi Caetani. Papa Urbano VIII lo elevò al rango di cardinale nel concistoro del 28 novembre 1633. Il 9 gennaio dell'anno successivo ricevette il titolo di Sant'Anastasia. L'11 ottobre 1638 fu trasferito alla sede di Todi, a cui rinunciò il 31 agosto 1643.
Il 21 agosto 1659 optò per il titolo di San Pietro in Vincoli, che mantenne fino al 21 novembre 1661 quando ebbe il titolo di Santa Maria in Trastevere. L'11 ottobre 1666 optò per l'ordine dei cardinali vescovi e per la sede suburbicaria di Albano, fino a quando il 18 marzo 1671 fu nominato vescovo di Frascati. Divenuto vicedecano del collegio cardinalizio il 28 gennaio 1675 pervenne alla sede suburbicaria di Porto e Santa Rufina.
Partecipò a ben cinque conclavi, che elessero papa Innocenzo X, papa Alessandro VII, papa Clemente IX, papa Clemente X e papa Innocenzo XI. Morì a Roma e fu sepolto nella Cappella Barberini in Sant'Andrea della Valle.

## Genealogia episcopale e successione apostolica
La genealogia episcopale è:
- Cardinale Scipione Rebiba
- Cardinale Giulio Antonio Santori
- Cardinale Girolamo Bernerio, O.P.
- Arcivescovo Galeazzo Sanvitale
- Cardinale Ludovico Ludovisi
- Cardinale Luigi Caetani
- Cardinale Ulderico Carpegna

La successione apostolica è:
- Vescovo Orazio Monaldi (1639)
- Arcivescovo Antonio Marullo, S.I. (1643)
- Vescovo Pietro Marioni (1644)
- Vescovo Antonio Pavonelli, O.F.M.Conv. (1648)
- Vescovo Francesco Falcucci (1651)
- Cardinale Paluzzo Paluzzi Altieri degli Albertoni (1666)
- Arcivescovo Peter Creagh (1676)

## Ascendenza
|                                        |                    |                                         | Genitori                          |  |  | Nonni |  |  | Bisnonni                                 |  |  | Trisnonni                          |  |
|                                        |                    |                                         |                                   |  |  |       |  |  | Francesco I Carpegna, conte di Scavolino |  |  | Ugo I Carpegna, conte di Scavolino |  |
|                                        |                    |                                         |                                   |  |  |       |  |  | Francesco I Carpegna, conte di Scavolino |  |  | Ugo I Carpegna, conte di Scavolino |  |
|                                        |                    | Piera degli Arcani                      |                                   |  |  |       |  |  | Francesco I Carpegna, conte di Scavolino |  |  |                                    |  |
| Pietro I Carpegna, conte di Scavolino  |                    |                                         |                                   |  |  |       |  |  | Francesco I Carpegna, conte di Scavolino |  |  |                                    |  |
|                                        |                    | Francesca Ottoni                        | Ranuccio Ottoni                   |  |  |       |  |  |                                          |  |  |                                    |  |
|                                        |                    | Francesca Ottoni                        | Ranuccio Ottoni                   |  |  |       |  |  |                                          |  |  |                                    |  |
|                                        |                    | Francesca Ottoni                        | Emilia da Varano                  |  |  |       |  |  |                                          |  |  |                                    |  |
| Tommaso I Carpegna, conte di Scavolino |                    | Francesca Ottoni                        |                                   |  |  |       |  |  |                                          |  |  |                                    |  |
|                                        |                    | Luca Terzo Monaldeschi della Cervara    | Gentile Monaldeschi della Cervara |  |  |       |  |  |                                          |  |  |                                    |  |
|                                        |                    | Luca Terzo Monaldeschi della Cervara    | Gentile Monaldeschi della Cervara |  |  |       |  |  |                                          |  |  |                                    |  |
|                                        |                    | Luca Terzo Monaldeschi della Cervara    | Eleonora Orsini                   |  |  |       |  |  |                                          |  |  |                                    |  |
| Laura Monaldeschi della Cervara        |                    | Luca Terzo Monaldeschi della Cervara    |                                   |  |  |       |  |  |                                          |  |  |                                    |  |
|                                        |                    | Giovanna Battista Bentivoglio           | …                                 |  |  |       |  |  |                                          |  |  |                                    |  |
|                                        |                    | Giovanna Battista Bentivoglio           | …                                 |  |  |       |  |  |                                          |  |  |                                    |  |
|                                        |                    | Giovanna Battista Bentivoglio           | …                                 |  |  |       |  |  |                                          |  |  |                                    |  |
| Ulderico Carpegna                      |                    | Giovanna Battista Bentivoglio           |                                   |  |  |       |  |  |                                          |  |  |                                    |  |
|                                        | Ambrogio Landriani | Antonio Landriani                       |                                   |  |  |       |  |  |                                          |  |  |                                    |  |
|                                        | Ambrogio Landriani | Antonio Landriani                       |                                   |  |  |       |  |  |                                          |  |  |                                    |  |
|                                        | Ambrogio Landriani | Elisabetta Beccaria                     |                                   |  |  |       |  |  |                                          |  |  |                                    |  |
| Giuseppe Francesco Landriani           | Ambrogio Landriani |                                         |                                   |  |  |       |  |  |                                          |  |  |                                    |  |
|                                        |                    | Caterina Polidori                       | …                                 |  |  |       |  |  |                                          |  |  |                                    |  |
|                                        |                    | Caterina Polidori                       | …                                 |  |  |       |  |  |                                          |  |  |                                    |  |
|                                        |                    | Caterina Polidori                       | …                                 |  |  |       |  |  |                                          |  |  |                                    |  |
| Vittoria Landriani                     |                    | Caterina Polidori                       |                                   |  |  |       |  |  |                                          |  |  |                                    |  |
|                                        |                    | Michele Settimo, marchese di Giarratana | …                                 |  |  |       |  |  |                                          |  |  |                                    |  |
|                                        |                    | Michele Settimo, marchese di Giarratana | …                                 |  |  |       |  |  |                                          |  |  |                                    |  |
|                                        |                    | Michele Settimo, marchese di Giarratana | …                                 |  |  |       |  |  |                                          |  |  |                                    |  |
| Ippolita Settimo                       |                    | Michele Settimo, marchese di Giarratana |                                   |  |  |       |  |  |                                          |  |  |                                    |  |
|                                        |                    | Belladama Barrese                       | …                                 |  |  |       |  |  |                                          |  |  |                                    |  |
|                                        |                    | Belladama Barrese                       | …                                 |  |  |       |  |  |                                          |  |  |                                    |  |
|                                        |                    | Belladama Barrese                       | …                                 |  |  |       |  |  |                                          |  |  |                                    |  |
|                                        |                    | Belladama Barrese                       |                                   |  |  |       |  |  |                                          |  |  |                                    |  |